# Владимир Игоревич
Владимир Игоревич (в крещении по летописям Пётр, по Любецкому синодику Антоний, 8 октября 1170 — после 1211) — князь Путивльский (до 1185—1198), князь Галицкий (1206—1208, 1210—1211). Сын героя «Слова о полку Игореве», Новгород-Северского князя Игоря Святославича и галицкой княжны Ефросиньи Ярославны.
Историки спорят о том, занимал ли Владимир новгород-северский престол. Согласно традиционной версии, княжил в Новгороде-Северском с перехода отца в Чернигов в 1198 году и до смерти, передав престол сыну Изяславу. Согласно другим исследованиям, в 1198 году в Новгороде-Северском обосновалась старшая ветвь Ольговичей.

## Биография
Вместе с отцом участвовал в походе на половцев в 1185 году и попал к ним в плен.
Вернулся на Русь через год или два после побега отца из плена, уже будучи женатым на дочери половецкого хана Кончака, Свободе, и с маленьким сыном Изяславом.
В 1206 году Владимир с братьями двинулся походом на Галич, князь которого Роман Мстиславич погиб в 1205, и сел на княжение, однако в 1208 году между Владимиром и его братом Романом произошёл разлад, и Владимир уехал в Путивль. Но уже спустя некоторое время галицкие бояре попросили Владимира вернуться в город и дать им защиту от венгров. Вернувшись в Галич, Игоревичи провели репрессии среди боярства, настроив его таким образом против себя. Бояре нашли защитников в лице венгерского короля Андраша II, поляков и волынских князей. Вместе они захватили Звенигород и Перемышль в 1211 году, взяв в плен братьев Владимира — Романа и Святослава (впоследствии они были повешены). Сын Владимира Изяслав привёл на помощь половцев, но в сражениях на реках Лютой и реке Незде потерпел поражение.

## Семья, дети
Жена — Свобода Кончаковна, в крещении Настасья, дочь половецкого хана Кончака, жена Владимира с 1185 года (с половецкого пленения вместе с отцом, описанном в «Слове о полку Игореве»).
Сыновья:
- Изяслав Владимирович (в крещении, возможно, Филипп, род. 1186, возможно погиб на Калке в 1223) — князь Теребовльский (1210), Путивльский.
- Всеволод Владимирович — предположительно был послан отцом в Венгрию для установления союза с королём Андрашем II в 1211 году. Иногда отождествляется с Симеоном Всеволодом черниговским Введенского синодика.

Князей на позициях 32-35 Любецкого синодика (Бориса, Давыда, Андрея и Дмитрия-Святослава) ряд исследователей считают Владимировичами, поскольку имя князя на позиции 36 читают как Владимир или Владимировичи. В связи с этим их считают сыновьями Владимира Святославича вщижского или Владимира Игоревича новгород-северского (как и Филиппа Владимировича).